# Roger Sanchez
Roger Sanchez znany również jako Roger S. lub The S man (ur. 1 czerwca 1967 w Queens, Nowy Jork) – amerykański DJ, zdobywca nagrody Grammy, pionier muzyki z gatunku US House, właściciel wytwórni płytowej R-Senal.
Wiele utworów Sancheza znalazło się na europejskich i światowych listach przebojów. 29 października 2009 miesięcznik DJ Magazine ogłosił rezultat corocznego głosowania Top100 DJs, w którym Sanchez zajął 60 pozycję.

## Życiorys
Roger Sanchez jest starszym z dwóch synów Angeli Almonte and Hugo Rene Sancheza, imigrantów z Dominikany. Uzyskał dyplom High School of Art and Design, uczęszczał do Pratt Institite, na wydział architektury, jednak poszedłszy za radą ojca przerwał naukę i rozpoczął karierę DJ-a. Ostatecznie osiągnął sukces występując w największych klubach Nowego Jorku, by później stać się rozpoznawalny na całym świecie. Wspólnie z innymi nowojorskimi DJ-ami, Davidem Moralesem i Dannym Tenaglią stał się ikoną na europejskiej scenie muzyki house, szczególnie na hiszpańskiej wyspie Ibizie. 

### Produkcje
W roku 1995 wytwórnia One Records wydała jego album „Secret Weapons Volume 1” (pl. „Sekretne Bronie Tom 1”). Pierwsza poważna produkcja miała miejsce w 2001 roku, kiedy ukazała się jego płyta „First Contact” (pl. „Pierwszy kontakt”) z singlem „Another Chance”, który dostał się na pierwsze miejsce UK Singles Chart. Utwór powstał poprzez sampling, bazowany był na pierwszym wersie utworu „I Won't Hold You Back” stworzonego przez grupę Toto. W 2006 roku wydał dobrze przyjęty album „Come With Me” (pl. „Chodź ze mną”) zawierający single „Turn on Music” (pl. „Włącz Muzykę”), „Lost” (pl. „Zgubiony”) i dwustronny „Not Enough"/"Again.” (pl. „Nie wystarczająco"/"Ponownie”).

### Inne przedsięwzięcia
Roger Sanchez jest właścicielem własnej wytwórni płytowej, Stealth Records. Prowadzi również audycję radiową i internetową „Release Yourself” (pl. „Uwolnij Siebie”), którą słucha 1 200 000 osób na całym świecie

### Nagrody
Roger Sanchez zdobył nagrodę Grammy w 2003 roku w kategorii „Best Remixed Recording” za remix utworu zespołu No Doubt „Hella Good”. W głosowaniu organizowanym przez DJ Magazine zajął 25 lokatę.

## Albumy
- 1994 Secret Weapons Volume 1
- 1995 Secret Weapons Volume 2
- 2001 First Contact
- 2006 Come With Me
- 2010 Release Yourself – 10th Anniversary Edition

## Single
- 1995 Strictly 4 the Underground”
- 1996 „Release Yo Self”
- 1997 „Deep”
- 1998 „Funky and Fresh” (featuring Gerald Elms presents The International Posse)
- 1999 „1999”
„I Want Your Love (remixes)” (Roger S. presents Twilight)
- 2000 „I Never Knew”
- 2001 „Another Chance”
„You Can't Change Me” (featuring Armand van Helden & N'Dea Davenport)
- 2002 „Nothing 2 Prove” (featuring Sherleen Spiteri)
- 2005 „Turn on the Music”
- 2006 „Lost”
- 2007 „Not Enough”
„Again”
- 2008 „Bang That Box!” (featuring Terri B!)
- 2011 „2gether” (featuring Far East Movement)
- 2012 „Wrek Tha Discotek” (featuring Soulson)